# Hyacinthoides
Genre
Classification phylogénétique
Hyacinthoides est un genre de plantes herbacées monocotylédones. Il appartient à la famille des Liliaceae selon la classification classique. La classification phylogénétique le place dans la famille des Hyacinthaceae (ou optionnellement dans celle des Asparagaceae).
C'est le genre de la jacinthe des bois. Cette plante rustique et sans problème s'établit très facilement, et convient aux jardins semi-sauvages où son caractère envahissant produit un effet naturel et champêtre.
C'est également le genre de la jacinthe d'Espagne.

## Liste d'espèces
- Hyacinthoides aristidis (Coss.) Rothm.
- Hyacinthoides hispanica (Mill.) Rothm. - Jacinthe d'Espagne
  - Hyacinthoides hispanica subsp. algeriensis (Batt.) Förther & Podlech
  - Hyacinthoides hispanica subsp. hispanica - autre taxon pour la Jacinthe d'Espagne
- Hyacinthoides italica (L.) Rothm.
- Hyacinthoides lingulata (Poir.) Rothm.
- Hyacinthoides mauritanica (Schousb.) Speta
  - Hyacinthoides mauritanica subsp. mauritanica
  - Hyacinthoides mauritanica subsp. vincentina (Link & Hoffmanns.) S.Ortiz, Buján & Rodr.Oubiña
- Hyacinthoides non-scripta (L.) Chouard ex Rothm. - Jacinthe des bois
- Hyacinthoides paivae S.Ortiz & Rodr.Oubiña
- Hyacinthoides reverchonii (Degen & Hervier) Speta

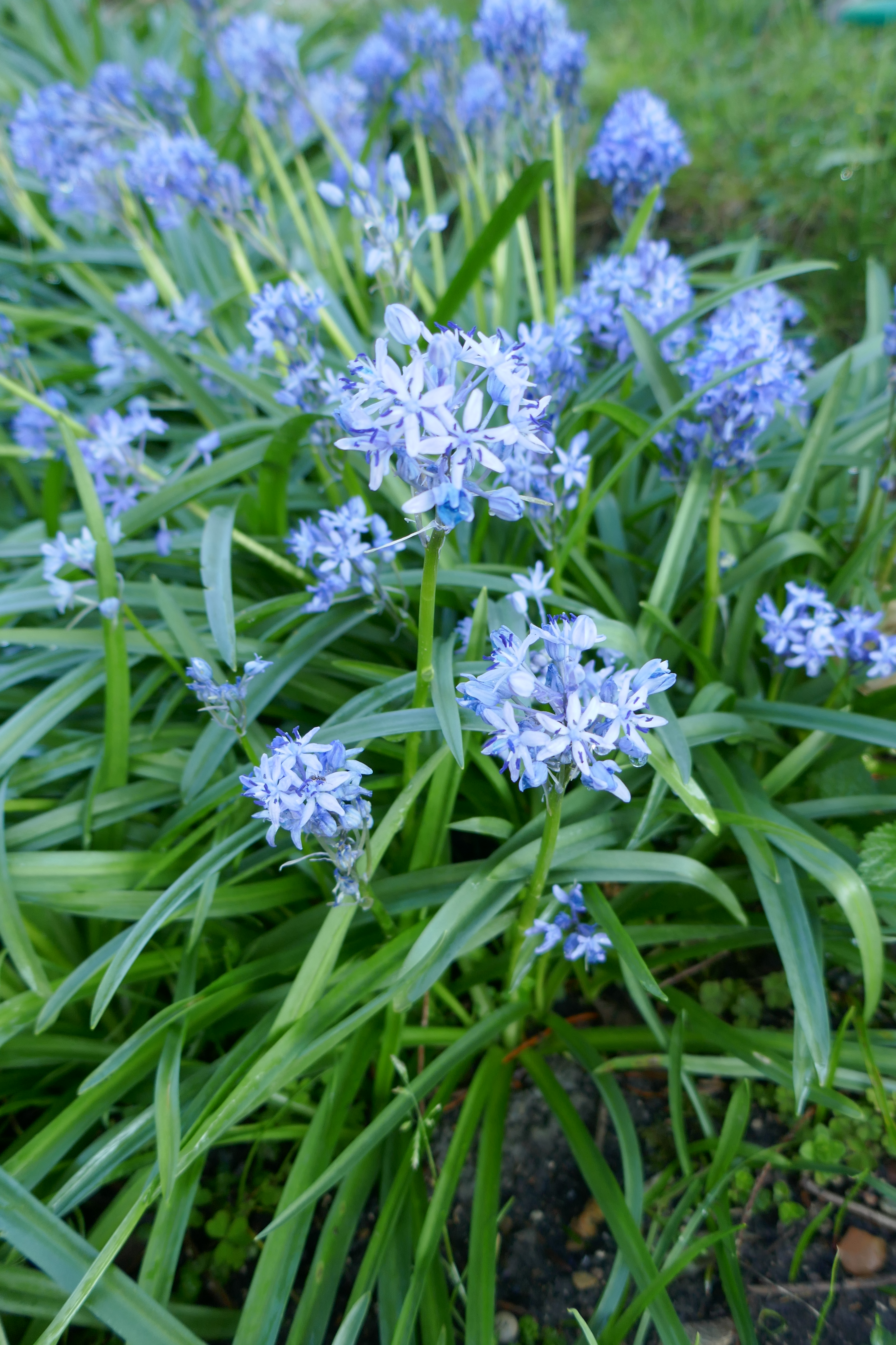
Hyacinthoides italica

### Hybride

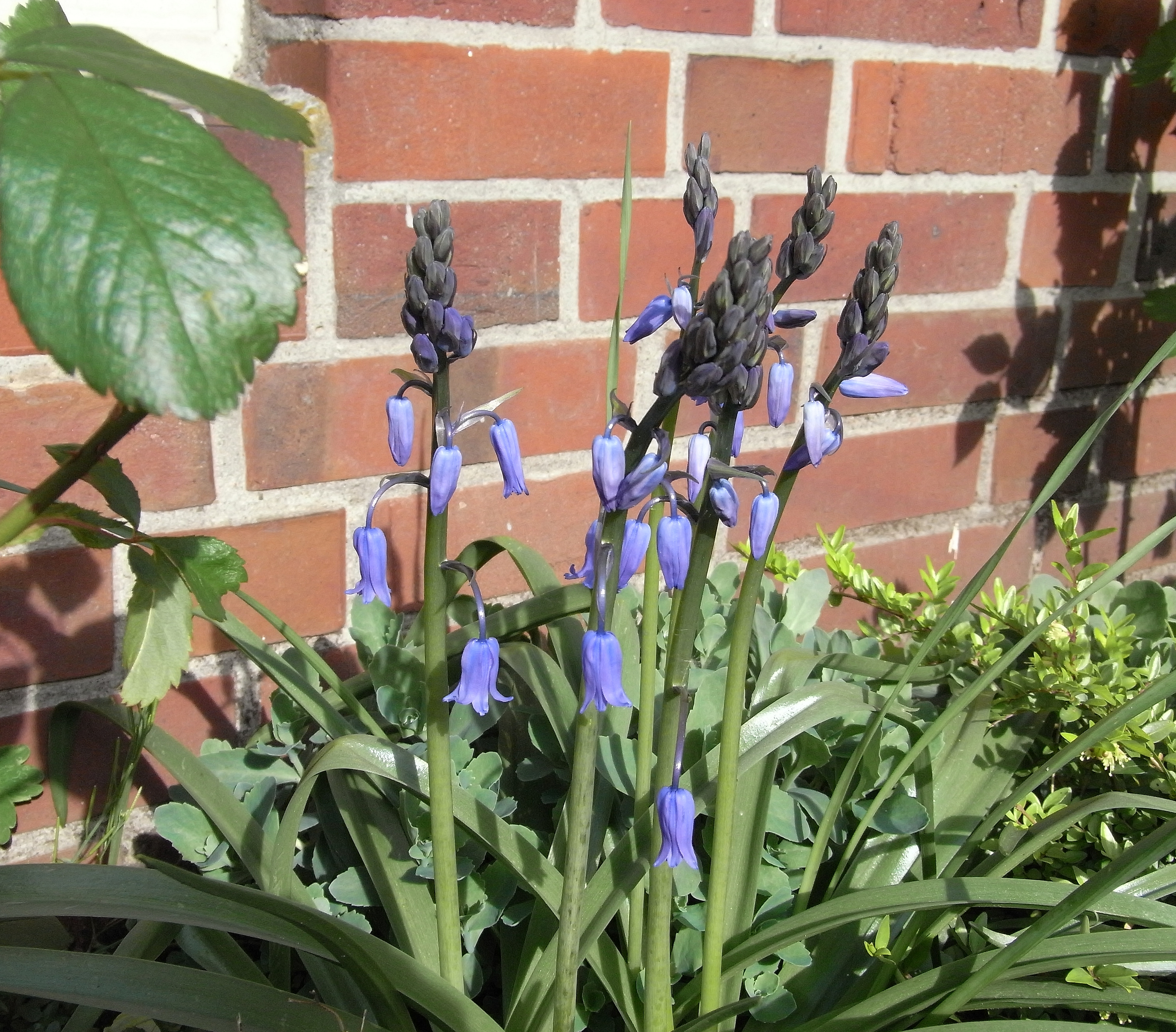
Hyacinthoides ×massartiana

Hyacinthoides ×massartiana Geerinck est un robuste hybride entre Hyacinthoides non-scripta et Hyacinthoides hispanica subsp. hispanica.
Cet hybride est naturalisé çà et là, comme dans l'ouest des Pays-Bas. Comme il est fertile et peut se croiser en retour, il constitue une menace pour la jacinthe des bois.

## Synonyme
- Hyacinthoides est en grande partie synonyme au genre rejeté Endymion.